# The Zephyr Song
The Zephyr Song – drugi singel pochodzący z albumu By the Way wydanego przez grupę Red Hot Chili Peppers w 2002 roku.